# William Stuart (Erzbischof)

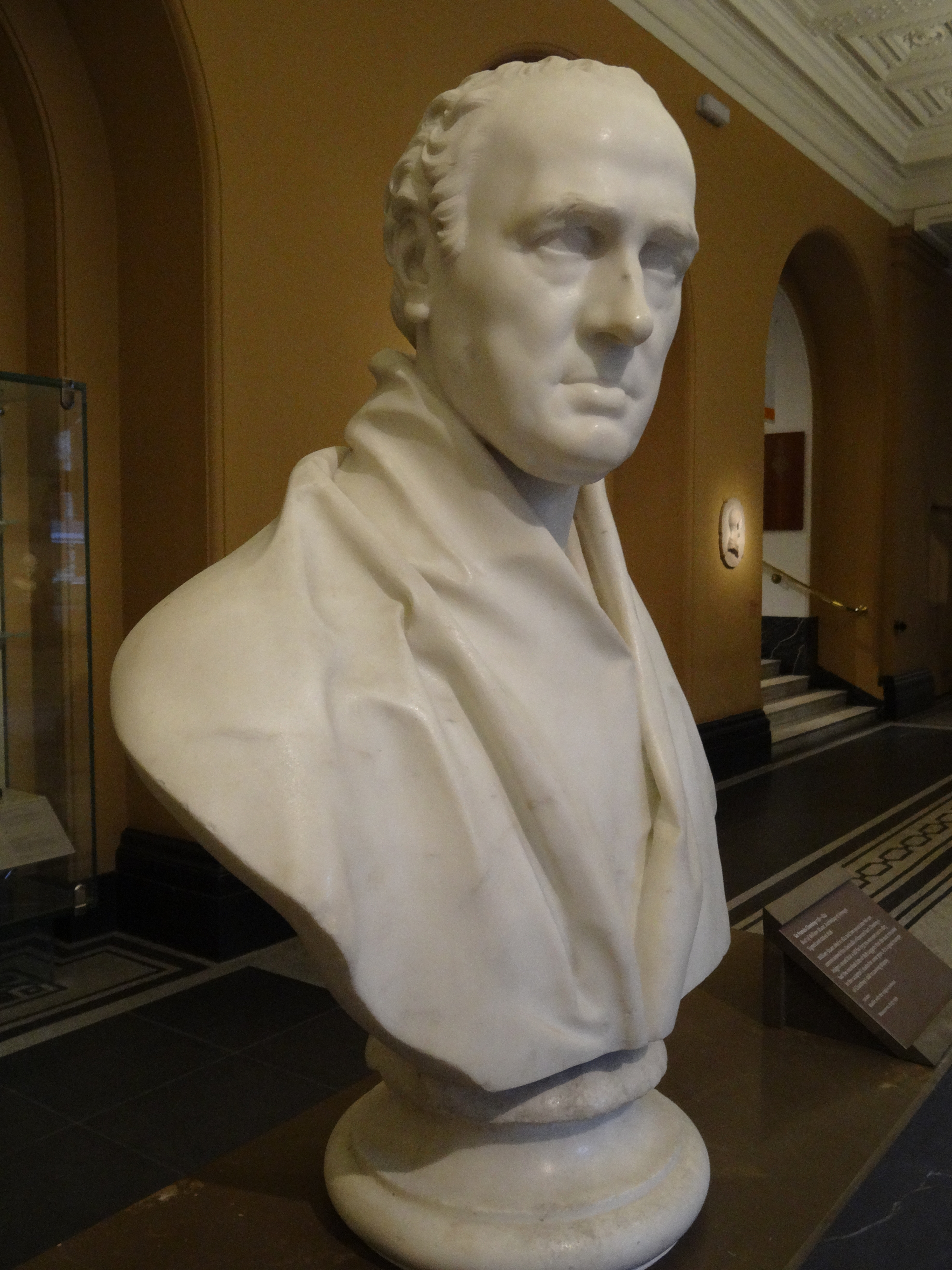
William Stuart, Büste von Francis Chantrey

Hon. William Stuart (* 15. März 1755; † 6. Mai 1822 in London) war ein britischer Geistlicher. Von 1794 bis 1800 war er anglikanischer Bischof von St Davids, danach war er bis zu seinem Tod Erzbischof von Armagh.

## Herkunft
Stuart entstammte einer alten Nebenlinie des Hauses Stewart. Er war der fünfte und jüngste Sohn von John Stuart, 3. Earl of Bute und dessen Frau Mary Wortley-Montagu, 1. Baroness Mount Stuart. Zu seinen Geschwistern gehörten u. a. John Stuart, 1. Marquess of Bute, der General Sir Charles Stuart und die Schriftstellerin Louisa Stuart.

## Leben

### Geistliche Karriere
Sein Vater sah für William eine kirchliche Laufbahn vor, weshalb William das Winchester College besuchte und anschließend Theologie am St John’s College in Cambridge studierte, wo er 1774 seinen Abschluss als Master machte. Kurz nachdem er 1779 zum Priester geweiht wurde, wurde er Vikar von Luton, wo sein Vater umfangreichen Grundbesitz besaß. Er galt nicht als Mann von großen Worten, sondern wurde als Muster eines aus der Oberschicht stammenden Gemeindepriesters beschrieben, der bei einer Pockenepidemie fast 2000 Einwohner seiner Gemeinde auf eigene Kosten impfen ließ. 1789 wurde er aufgrund besonderer Leistungen Doctor of Divinity (D.D.), dazu wurde er Kanoniker an der Kathedrale von Oxford. Nachdem sein Vater, der bei König Georg III. in Ungnade gefallen war, todkrank war, setzte sich seine Mutter beim König für seine Beförderung ein. Nach dem Tod seines Vaters wurde er 1793 Kanoniker an der St George’s Chapel von Windsor Castle und 1794 Bischof der walisischen Diözese St Davids. Nachdem im Januar 1800 William Newcome, der Erzbischof von Armagh, gestorben war, suchte König Georg III. einen neuen, englischen Bischof für die irische Erzdiözese, deren Erzbischof auch anglikanischer Primas von Irland ist. Trotz seiner Bedenken übernahm William das Amt und wurde am 30. Oktober 1800 Erzbischof von Armagh und Primas von Irland.

### Erzbischof von Armagh
Stuarts Amtszeit verlief nicht ohne Kontroversen, da die politische Situation in Irland nach dem Act of Union von 1800 angespannt war. Er nahm sein Amt ernsthaft war, doch obwohl er als scharfsinnig und weitsichtig galt, konnte er auch aufbrausend sein. Sein Verhältnis zu den übrigen irischen Bischöfen war zeitweise schwierig, da er ihnen Versagen in ihrem Bildungsauftrag und mangelnden geistlichen Eifer vorwarf. Er kritisierte, dass viele Bischöfe nur zeitweise an ihren Amtssitzen in Irland lebten und sich stattdessen häufig in Großbritannien aufhielten. Die scharfe Kritik, die er in Briefen an den mit ihm befreundeten Erzbischof Charles Brodrick von Cashel übte, war jedoch teils auch unmäßig. So bezeichnete er Bischof Thomas Stopford von Cork als völlig unfähig und Bischof William Knox von Derry als Sprachrohr des englischen Adels. Obwohl Stuart selbst sein Amt nur seinen Eltern verdankte, kritisierte er aus haltlosen moralischen Gründen George de la Poer Beresford, der sein Amt nur seiner Familie verdanken würde. Stuart selbst war von 1809 und 1813 Vorsitzender des Irish Board of Education Inquiry, das während seiner Amtszeit vierzehn Berichte veröffentlichte. Dazu nutzte er sein Amt, um kirchliche Einrichtungen zu reformieren und zu modernisieren, dabei wurde er finanziell vom Board of first Fruits unterstützt. Ab 1802 ließ er eine einfache Renovierung und Umstellungen in der Kathedrale von Armagh durchführen. Unter anderem ließ er den Hauptaltar im Westen des Langschiffs aufstellen, was mit dazu führte, dass seine Umbauten während der zwischen 1834 und 1837 von Lewis Nockalls Cottingham durchgeführten umfassenden Restaurierung rückgängig gemacht wurden.
Stuart selbst nahm vorbildlich seinen ständigen Wohnsitz in Armagh, so dass die anglikanische Kirche in Irland von seinem guten Vorbild profitierte. Er starb in seinem Londoner Stadthaus am Bedford Square an einer Vergiftung, als er ein Einreibmittel mit Laudanum verwechselte. Er wurde in Luton Park in Bedfordshire begraben. Im nördlichen Seitenschiff der Kathedrale von Armagh erinnert ein von Francis Chantrey geschaffenes klassizistisches Grabdenkmal an ihn.

## Familie und Nachkommen
Stuart hatte am 3. Mai 1796 in der St George’s Church am Hanover Square in London Sophia Margaret Juliana Penn († 1847), eine Tochter von Thomas Penn und Juliana Fermor und damit eine Enkelin von William Penn geheiratet. Sie hatten mehrere Kinder, darunter:
- Mary Juliana Stuart († 1866) ⚭ Thomas Knox, 2. Earl of Ranfurly
- William Stuart (1798–1874)
- Henry Stuart (1804–1854)